# Club Estudiantes de La Plata (Ecuador)
El Club Estudiantes de La Plata es un equipo de fútbol profesional de la ciudad de Pallatanga, Provincia de Chimborazo, Ecuador. Fue fundado el 27 de enero de 1992. Su directiva está conformada por el Sr. Hernán Polivio Torres Lema como Presidente, el Sr. A Confirmar como Vicepresidente, el Sr. A Confirmar como Gerente y la Sra. Nancy Leonor Chingo López como Secretaria.  Se desempeña en el Segunda Categoría de Ecuador.
Está afiliado a la Asociación de Fútbol No Aficionado de Chimborazo.